# ボウイ・ベイソックス
チェサピーク・ベイソックス（Chesapeake Baysox）は、マイナーリーグ（MiLB）、AA級（ダブルA）イースタンリーグ西地区所属のプロ野球チーム。本拠地はメリーランド州ブーイにあるプリンス・ジョージズ・スタジアム。現在はMLBボルチモア・オリオールズ傘下のチームとして活動している。

## 歴史
1993年、「ボウイ・ベイソックス」としてイースタンリーグに加盟。チーム名の他の候補には「ベイバーズ」や「ナショナルズ」などがあった。「ベイ（Bay）」はボウイの西にある「チェサピーク湾（Chesapeake Bay）」を意味している。
1994年6月14日、本拠地をメモリアル・スタジアムからプリンス・ジョージズ・スタジアムに移転した。移転前にはメリーランド大学カレッジパーク校や海軍兵学校などの4つの球場でプレーした。
2008年、球団史上初の地区優勝を果たした。
2015年、球団史上初のリーグ優勝を果たした。
2024年11月、チェサピーク湾地域との結びつきをより反映するため、チーム名を「チェサピーク・ベイソックス」に変更した。